# 319.ª Divisão de Infantaria (Alemanha)
A 319ª Divisão de Infantaria (em alemão:319. Infanterie-Division) foi uma unidade militar que serviu no Exército alemão durante a Segunda Guerra Mundial.

## Comandantes
| Comandante                                | Data                                            |
| ----------------------------------------- | ----------------------------------------------- |
| Generalleutnant Erich Müller              | 19 de novembro de 1940 - 1 de setembro de 1943  |
| Generalleutnant Rudolf Graf von Schmettow | 1 de setembro de 1943 - 27 de fevereiro de 1945 |
| Generalmajor Rudolf Wulf                  | 27 de fevereiro de 1945 - 8 de maio de 1945     |

## Área de operações
| Alemanha | novembro de 1940 - maio de 1941 |
| Channel  | maio de 1941 - maio de 1945     |